# فريدريك دبليو. تورنر
فريدريك دبليو. تورنر (بالإنجليزية: Frederick W. Turner)‏ هو مؤرخ أمريكي، ولد في 1937.